# Марко Бранковић
Марко Бранковић (Нови Сад, 12. август 1994) српски је кошаркаш. Наступа за 3x3 репрезентацију Србије.

## Спортска каријера
Бранковић је висок два метра.  Играо је за Слободу Ужице, Херцеговац Гајдобра, Лиман и Војводину. Сада игра у репрезентацији Србије, са којом је два пута  освојио злато на светском првенству у баскету.